# Darren Sutherland
Darren Sutherland, född 18 april 1982 i Dublin, Irland, död 14 september 2009 i London, England, var en irländska boxare som tog OS-brons i mellanviktsboxning 2008 i Peking. Den 14 september 2009 hittades han död i sin lägenhet, då han troligen tagit sitt liv genom hängning. 

## Meriter

### Olympiska meriter

#### Olympiska sommarspelen 2008
- Huvudartikel: Boxning vid olympiska sommarspelen 2008

| Tävlande          | Viktklass  | Sextondelsfinal      | Åttondelsfinal           | Kvartsfinal                 | Semifinal                 | Final                |  |
| Tävlande          | Viktklass  | Motståndare Resultat | Motståndare Resultat     | Motståndare Resultat        | Motståndare Resultat      | Motståndare Resultat |  |
| ----------------- | ---------- | -------------------- | ------------------------ | --------------------------- | ------------------------- | -------------------- |  |
| Darren Sutherland | Mellanvikt | Bye                  | Nabil Kassel (ALG) W RSC | Alfonso Blanco (VEN) W 11-1 | James DeGale (GBR) L 10-3 | Gick inte vidare     |  |